# Kashii (Schiff)
Die Kashii (japanisch 香椎 練習巡洋艦 Kashii renshūjunyōkan) war ein Schulkreuzer (Leichter Kreuzer) der Katori-Klasse der Kaiserlich Japanischen Marine, der im Zweiten Weltkrieg zum Einsatz kam.

## Geschichte

### Bau
Der Bauauftrag für die spätere Kashii wurde mit der Baunummer 101 im Rahmen des 4. Kreis-Bauprogramms (Maru 4 Keikaku) von 1939 bei Mitsubishi geordert. Diese legte den Rumpf am 4. Oktober 1939 auf ihrer Werft in Yokohama auf Kiel und das zu Wasser lassen erfolgte am 15. Oktober 1940. Die Indienststellung erfolgte am 15. Juli 1941 unter dem Kommando von Kaigun-taisa (Kapitän zur See) Iwabuchi Sanji, welcher bereits seit dem 1. April 1941 als sogenannter Oberster Ausrüstungsoffizier (jap. 艤装員長, gisō inchō) mit der Baubelehrung beauftragt gewesen war.

### Vor dem Pazifikkrieg
Wegen der steigenden Spannungen im Pazifik wurde schon am 31. Juli die Kashii der 'Südlichen Expeditionsflotte' unter Vizeadmiral Ozawa Jisaburō zugeteilt. Am 18. Oktober 1941 wurde die Kashii sogar zum Flaggschiff der 'Südlichen Expeditionsflotte', die vor Saigon in Französisch-Indochina stationiert war.
Einen Monat später wurde die Kashii nach Hainan verlegt und Vizeadmiral Ozawa machte die Chōkai zum Flaggschiff. Am 5. Dezember 1941 verließ die Kashii Cap St. Jacques in Französisch-Indochina, um 7 Transporter zu eskortieren, die das 143. Infanterieregiment der Japanischen Armee zum Isthmus von Kra in Thailand und nach Malaya brachten. Deshalb war sie noch unterwegs, als der Angriff auf Pearl Harbor stattfand.

### Während des Krieges im Pazifik
Nach den ersten Landungen in Malaya und Thailand kehrte die Kashii am 13. Dezember 1941 zur Cam Ranh Bay in Indochina zurück, um einen zweiten Transport zu verschiedenen Orten entlang der Ostküste Thailands und Malayas zu begleiten und auch vom 26. bis zum 28. Dezember 1941 schützte sie einen dritten Geleitzug nach Malaya. Am 3. Januar 1942 geriet der Truppentransporter Meiko Maru durch eine interne Explosion vor Hainan in Brand und die Kashii konnte die an Bord befindlichen Truppen bergen.
Von Januar bis März patrouillierte die Kashii zwischen Singapur, Bangkok und dem Osten von Niederländisch-Indien. Am 11. Februar 1942 eskortierte sie 11 Transporter der Bangka-Palembang, Sumatra Invasionsstreitmacht und am 12. März nahm sie an der japanischen Invasion Sumatras, der „Operation T“ teil.
Die Kashii wurde am 19. März 1942 das Flaggschiff der 2. Eskort Einheit die 32 Transporter mit der 56. japanischen Infanteriedivision für die Invasion Burmas und Anfang April 46 Transporter mit der 18. japanischen Infanteriedivision. Im April 1942 war die Kashii in Singapur stationiert und wurde wieder zum Flaggschiff von Vizeadmiral Ozawa, bis er von Vizeadmiral Okawachi Denshichi abgelöst wurde und die Kashii wieder die Patrouillenfahrten im Indischen Ozean vor Burma, den Andamanen und Penang bis September aufnahm. Am 21. September 1942 verließ die Kashii Saigon für einen Notfalltransport, um die japanischen Truppen auf den Salomonen zu verstärken. Ein gefälschter zweiter Schornstein wurde errichtet, um sie als Schweren Kreuzer der US-Navy zu tarnen. Die Tarnung funktionierte und die Kashii brachte am 8. Oktober 1942 Verstärkungen nach Rabaul in Neubritannien. Sie kehrte ohne Zwischenfälle nach Singapur zurück und nahm ihre normalen Überwachungsfahrten bis Mitte Januar 1943 wieder auf.
Im Januar 1943 wurde eine Nachrüstung der Kashii in Singapur durchgeführt. Der Mast wurde verkürzt und eine 'U-Boot Beobachtungsstation' wurde auf dem Mast angebracht. Danach führte die Kashii ihre Fahrten im Indischen Ozean wieder durch. Am 9. März 1943 ersetzte Vizeadmiral Endō Yoshikazu Vizeadmiral Okawachi als Befehlshaber der 1. Südlichen Expeditionsflotte. Zwischen dem 24. Juli 1943 und dem 22. August 1943 machte die Kashii zwei Transportfahrten und brachte Truppen und Vorräte nach Port Blair und Car Nicobar. Am 29. August auf dem Weg nach Sabang wurde die Kashii von einem britischen U-Boot, der Trident angegriffen. Die Trident feuerte acht Torpedos auf die Kashii, von denen allerdings keiner traf. Die folgenden fünf Versorgungsfahrten bis Ende November 1943 verliefen ohne Zwischenfälle.
Am 31. Dezember 1943 wurde die Kashii der Übungseinheit in Kure zugeteilt, aber schon Ende März 1943 wurde sie direkt dem Hauptquartier des 'Allgemeinen Eskortkommandos' unterstellt. Sie wurde in der Marinewerft Kure für die U-Bootjagd umgebaut. Die Torpedorohre wurden entfernt und durch zwei 12,7-cm-Zwillingslafetten ersetzt, außerdem wurden vier 2,5-cm-Drillingslafetten eingebaut und auf dem Achterdeck wurden zwei Wasserbombenablaufschienen und vier Werfer für 300 Wasserbomben installiert. Am 29. April war der Umbau fertiggestellt.
Die Kashii wurde am 3. Mai das Flaggschiff von Konteradmiral Matsuyama Mitsuharu, dem Kommandeur der 1. Überwasser Geleitdivision und verließ Moji-ku auf Kyūshū am 29. Mai 1944 und geleitete einen Konvoi nach Singapur. Am 2. Juni sichtete die USS Guitarro den Geleitzug östlich von Taiwan und versenkte den Minensucher Awaji aus dem Konvoi, aber der Rest des Geleitzuges erreichte Singapur am 12. Juni 1944 ohne weitere Verluste. Am 28. Juni 1944 bekam die Kashii noch zehn 25-mm-Flak in Einzelaufstellung und ein Typ 22 Oberflächenradar.

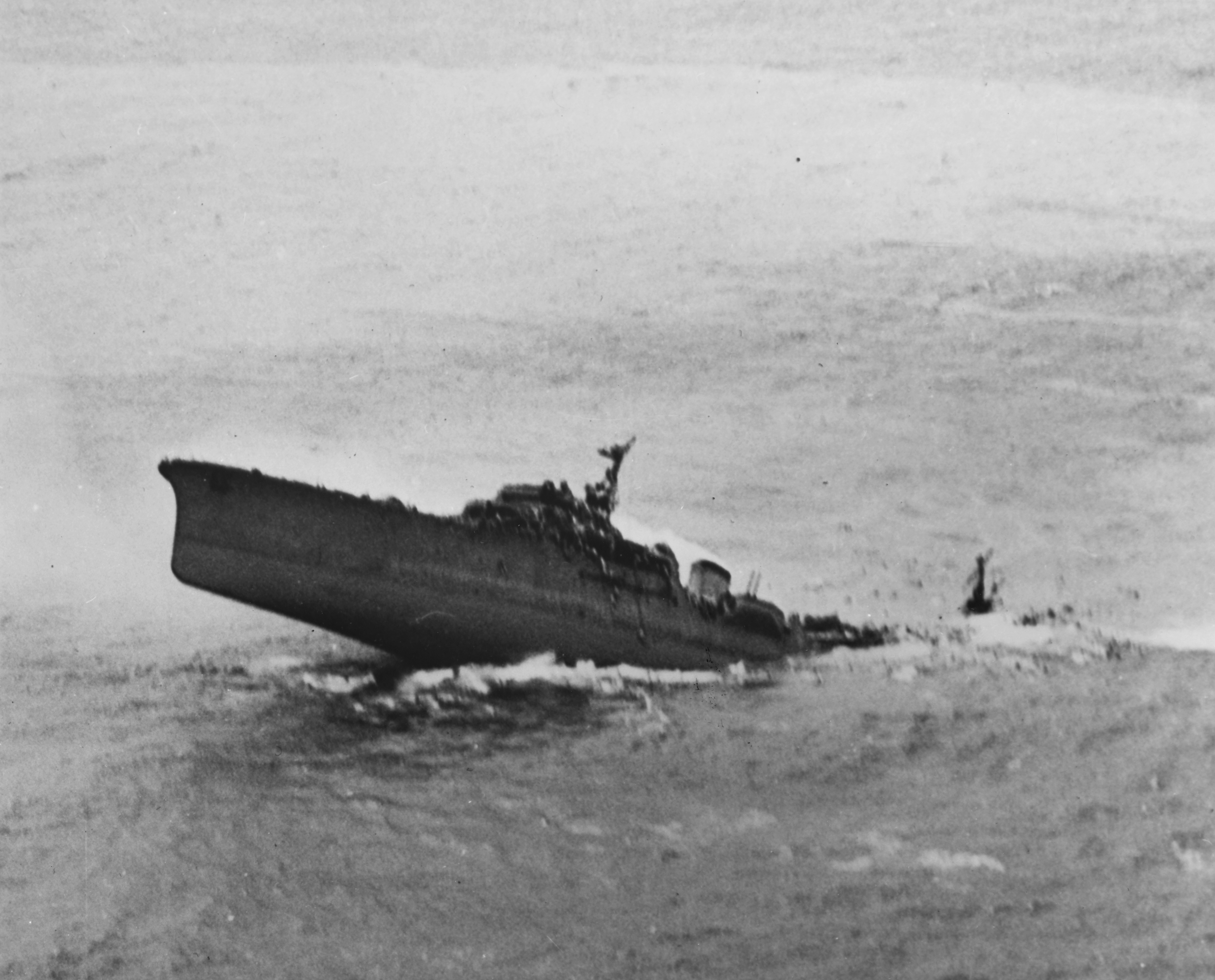
Kreuzer Kashii sinkt am 12. Januar 1945

Die Kashii verließ am 13. Juli 1944 Moji und eskortierte den mit Flugzeugen beladenen Konvoi HI-69 nach Luzon auf den Philippinen. Der Konvoi kam sicher in Manila an und fuhr nach dem Entladen der Flugzeuge weiter nach Singapur, um am 15. August 1944 ohne Zwischenfälle nach Moji zurückzukehren. Am 25. August 1944 wurde eine weitere Konvoimission auf die Philippinen unternommen. Auf der Rückreise war die Kashii das Flaggschiff der 5. Begleitgruppe von Konteradmiral Yoshitomi Setsuzo, die den Konvoi HI-74 deckte. Der Konvoi wurde am 16. September 1944 von den U-Booten USS Queenfish und USS Barb angegriffen, die zwei Tanker und den japanischen Geleitträger Un’yō versenkten. Mehr als 900 Besatzungsmitglieder des Trägers kamen ums Leben und 48 Flugzeuge gingen mit unter. Kashii und die übrigen Schiffe retteten 761 Überlebende und erreichten Moji am 23. September 1944.
Der nächste Konvoi-Einsatz (HI-79) nach Singapur vom 26. Oktober 1944 bis 9. November 1944 verlief ereignislos. Nach der Ankunft in Singapur ersetzte Konteradmiral Shibuya Shiro den Admiral Yoshitomi als Kommandeur der neuen 101. Eskortgruppe. Die Rückreise von Singapur nach Sasebo vom 17. November 1944 bis 4. Dezember 1944 verlief ebenfalls ereignislos. Am 10. Dezember 1944 wurde die Kashii der 1. Überwasser Eskort Gruppe zugeteilt und verließ Moji mit einem Konvoi von Armeetransportern nach Takao auf Taiwan. Von Takao aus wurde der Kashii ein weiterer Konvoi nach Singapur zugeteilt. Der neue Konvoi wurde am 25. Dezember 1944 vor Hainan von B-25 Mitchell-Bombern der US Army Air Force angegriffen, kam jedoch ohne große Schäden davon.
Die Rückreise von Singapur mit dem Konvoi HI-86 bestehend aus zehn Schiffen (vier Tanker und sechs Frachtschiffe) und den fünf Geleitzerstörern der 101. Begleitgruppe, verließ am 30. Dezember 1944 Singapur. Am 12. Januar 1945, kurz nach dem Verlassen der Qui Nhon Bay in Indochina, griffen Bomber der US-Task Force 38 den Konvoi HI-86 an und versenkten die meisten Schiffe des Geleitzuges. Die Kashii wurde mittschiffs von einem Torpedo einer Grumman TBF Avenger an Steuerbord getroffen, dann traf eine Curtiss SB2C Helldiver den Kreuzer achtern mit zwei Bomben, wodurch das Wasserbombenmagazin explodierte. Die Kashii sank mit dem Heck voran bei 13° 50′ 5″ N, 109° 20′ 12″ O. Von Kashiis Besatzung gingen 621 Mann mit dem Schiff unter, nur 19 wurden gerettet.
Am 20. März 1945 wurde die Kashii von der Schiffsliste gestrichen.

## Name
Die Kashii war das einzige Kriegsschiff einer japanischen Marine, welches diesen Namen trug. Benannt nach dem Shintōschrein Kashii-gū in Fukuoka.